# Henning von Thadden
Henning von Thadden (24 de septiembre de 1898 - 18 de mayo de 1945) fue un militar oficial alemán quien al final sostuvo el rango de Generalleutnant. Luchó en ambas Guerras Mundiales y actuó como Jefe de Estado Mayor durante varias campañas en la II Guerra Mundial.

## Primeros años
Henning von Thadden nació en Brzeg (en alemán: Brieg), Baja Silesia (ahora en Polonia), siendo hijo del comandante regimental Wilhelm von Thadden. A partir de 1903 atendió a las escuelas de Świdnica (Schweidnitz), Fráncfort del Óder y Magdeburgo. Se graduó en la Academia de Caballeros en Legnica (Liegnitz) y poco después se unió al ejército imperial alemán como enseña en el 2.º Regimiento de Granaderos Prusiano. Fue promovido a Leutnant en esta unidad y fue desplegado para luchar en Francia en 1915.

## Carrera militar
Von Thadden fue herido en la I Guerra Mundial, pero permaneció en el ejército después de la guerra sirviendo en varios regimientos. En 1930, fue puesto en el personal de la 4.ª División y en 1934 servía en el personal del Distrito Militar VIII en Wroclaw.
Durante la invasión de Polonia, von Thadden era oficial en el personal del XVII Cuerpo de Ejército en 1939 y después se unió a la batalla de Francia en 1940 en el mismo puesto. Como Jefe de Estado Mayor del XVII Cuerpo de Ejército, participó en la campaña soviética en 1941. Fue Jefe de Estado Mayor del 7.º Ejército entre marzo de 1943 y julio de 1943.

### Atentado a Hitler del 20 de julio de 1944
Desde el 10 de julio de 1944 a 31 de diciembre de 1944, von Thadden fue Jefe de Estado Mayor de la Defensa del Distrito-Comando 1 en Königsberg. En su calidad de comandante del distrito de defensa de Königsberg, estuvo en el cuartel general de Adolf Hitler el 20 de julio de 1944, cuando tuvo lugar el intento de asesinato de Hitler. Poco antes, había tenido una conversación con Stauffenberg y con el Jefe de Estado Mayor Walther Buhle.

### Heridas y muerte
El 27 de febrero de 1945, Henning von Thadden asumió el mando de la 1.ª División de Infantería de manos del Generalleutnant Hans Schittnig. Fue gravemente herido en abril de 1945 cerca de Primorsk (en alemán: Fischhausen) en Prusia Oriental. Cuando Thadden fue llevado a Sassnitz, su familia supo sobre su destino a finales de abril de 1945. Después de ser trasladado a Dinamarca, von Thadden murió en el hospital de campo de Vordingborg el 18 de mayo de 1945. Fue enterrado en el cementerio militar de Kastrup en la isla de Selandia.

## Vida privada
Durante su educación en la Escuela de Infantería de Dresde entre 1930 y 1933, von Thadden contrajo matrimonio con la huérfana de 18 años Marie-Luise Neutze en 1931. La pareja tuvo dos hijos varones y una hija.